# Giuseppina Turrisi Colonna
Giuseppina Turrisi Colonna (Palerm, 2 d'abril de 1822 - Palerm, 17 de febrer de 1847) fou una poetessa civil i revolucionària siciliana i gran erudita, que es dedicà a l'estudi de les llengües i la història antigues.

## Biografia
Filla de Mauro, baró de Buonvincino, i Rosalia Colonna Romano, dels ducs de Cesarò, va tenir com a germans Anna, que fou després una apreciada pintora, princesa de Fitalia, i els nois Nicolò, Giuseppe i Antonio.
De caràcter solitari, la infantesa i l'adolescència van transcórrer dedicades a l'estudi i rebent una instrucció àmplia i curosa de la mare, dona culta i enèrgica, Essent encara nena, componia petites farses i comèdies per recitar en l'entorn familiar.
Rebé la primera educació a l'institut francès de les germanes Revillon de Palerm, un col·legi reservat a les noies de l'alta societat, on s'impartia l'ensenyament de la llengua italiana i francesa, de l'aritmètica, del dibuix, de la música i del cant. Va tenir també professors particulars, en especial l'abat Giuseppe Borghi, amb el qual va establir també de seguida una relació d'amistat i mantingué un dens epistolari que s'aturà al 1846.
El 1837, després de l'epidèmia de còlera, va viure durant un temps amb la família a San Mauro, durant el qual es va dedicar a la traducció d'Ovidi (Metamorfosi, IX). La família va tenir relacions amb Enrichetta Ranieri, germana d'Antonio, a través de la qual Giuseppina Turrisi Colonna va tenir notícies sobre l'admirat Leopardi, els temes i turments existencials del qual van interessar molt la jove.
El 1838 Borghi va deixar Sicília i l'educació de la noia va passar a Paolo Perez, una figura d'ensenyant singular, que havia obert un col·legi basat en el model socràtic: comparació dirigida mestre-alumne i reduït nombre d'alumnes. En les lliçons es llegien i comentaven els clàssics (Dante, sobretot), però es difonien també ideals de pàtria i llibertat, en polèmica tanmateix amb el Romanticisme. Entre els anys trenta i quaranta, la fama de la poeta va créixer notablement i la premsa periòdica, molt vivaç a Sicília, va dedicar gran atenció a la seva producció poètica. Els biògrafs assignen a aquests anys (sense tanmateix el suport d'indicis en l'obra o en les cartes) el naixement de l'amor de Giuseppina Turrisi Colonna i el príncep palermità i grecista Giuseppe de Spuches, el seu futur marit, amb el qual haurien estat empreses gestions per contreure matrimoni.
El 1846, Giuseppina va poder finalment realitzar una desitjada estada a Florència (passant per Nàpols), juntament amb la mare i el germà Giuseppe, oficialment a la recerca d'un clima més salubre per la seva salut precària. Va escriure relats del seu viatge a la germana (les cartes van ser publicades per primera vegada el 1875). A Florència va estudiar la llengua toscana i va conèixer Francesco Domenico Guerrazzi, Giovanni Battista Niccolini i mostrà a Giuseppe Giusti algunes poètiques. El juliol d'aquell any va publicar un petit volum de líriques que va tenir un bon èxit a tota Itàlia i va ser comentat pels literats més cèlebres. Per desig del germà gran, que a la mort del pare havia assumit l'encàrrec de guiar la família, Turrisi Colonna va tornar a Sicília l'agost del 1846.
El 29 d'abril de 1847 es va casar amb Giuseppe de Spuches, esdevenint princesa dels Galati. A l'esclat de la revolució del gener de 1848, la família es va refugiar en la vila paterna de Castelbuono, però els prínceps Galati, que esperaven el primer fill, malalta al fetge, portava a terme un difícil embaràs, al final del qual donà a llum una nena que moriria tanmateix poques hores després del naixement.Tres dies després, el 17 de febrer de 1848, moria ella mateixa víctima d'un aneurisma. Va ser enterrada en els sepulcres de les Capuccinelle, a Palerm. El marit en va plorar la pèrdua en cinc elegies llatines (Carmina llatina i græca), li va fer erigir un monument en el Panteó de San Domenico, amb escultures de Valerio Villareale.

## Publicacions
- Giuseppina Turrisi-Colonna de Spuches. Poesie.  Ruffino, 1854.